# HMS Defender (H07)
HMS Defender (H07) là một tàu khu trục lớp D được Hải quân Hoàng gia Anh Quốc chế tạo vào đầu những năm 1930. Thoạt tiên được phân về Hạm đội Địa Trung Hải, nó được điều sang Trạm Trung Quốc vào đầu năm 1935, và tạm thời được bố trí Hồng Hải vào đầu năm 1935 do cuộc Khủng hoảng Abyssinia trước khi quay trở lại nhiệm sở, nơi nó ở lại cho đến giữa năm 1939. Defender được điều trở lại Hạm đội Địa Trung Hải ngay trước khi Chiến tranh Thế giới thứ hai nổ ra vào tháng 9 năm 1939, rồi được chuyển đến Tây Phi một thời gian ngắn làm nhiệm vụ hộ tống các đoàn tàu vận tải trong năm 1940 trước khi quay lại Địa Trung Hải. Con tàu tham gia các trận Calabria, trận mũi Spartivento và trận mũi Matapan trong năm tiếp theo mà không bị hư hại. Defender đã giúp vào việc triệt thoái khỏi Hy Lạp và Crete vào tháng 4–tháng 5 năm 1941 trước khi bắt đầu chuyển hàng tiếp liệu đến Tobruk, Libya vào tháng 6. Con tàu bị hư hại nặng bởi một máy bay ném bom Đức trong một chuyến đi như vậy vào ngày 11 tháng 7 năm 1941, nên bị các tàu tháp tùng đánh đắm.

## Thiết kế và chế tạo
Defender có trọng lượng choán nước tiêu chuẩn 1.375 tấn Anh (1.397 t), và lên đến 1.890 tấn Anh (1.920 t) khi đầy tải. Nó có chiều dài chung 329 foot (100,3 m), mạn thuyền rộng 33 foot (10,1 m) và mớn nước 12 foot 6 inch (3,8 m). Con tàu được cung cấp động lực bởi hai turbine hơi nước hộp số Parsons, dẫn động hai trục chân vịt, tạo ra công suất 36.000 mã lực càng (27.000 kW) cho phép đạt tốc độ tối đa 36 hải lý trên giờ (67 km/h; 41 mph). Hơi nước cho turbine được cung cấp bởi ba nồi hơi ống nước Admiralty hoạt động ở áp suất 310 psi (2.137 kPa). Defender mang theo tối đa 473 tấn Anh (481 t) dầu đốt cho phép nó có tầm xa hoạt động 5.870 hải lý (10.870 km; 6.760 mi) ở tốc độ đường trường 15 hải lý trên giờ (28 km/h; 17 mph). Thành phần thủy thủ đoàn bao gồm 145 sĩ quan và thủy thủ.
Chiếc tàu khu trục được trang bị bốn khẩu pháo QF 4,7 in (120 mm) Mk IX trên các tháp pháo đơn, được đặt tên 'A', 'B', 'X' và 'Y' tuần tự từ trước ra sau. Cho mục đích phòng không, Defender có một khẩu QF 12-pounder Mk V bố trí giữa hai ống khói và hai pháo QF 2-pounder 40 milimét (1,6 in) Mk II đặt ở hai bên cánh cầu tàu. Nó còn được trang bị hai bệ ống phóng ngư lôi bốn nòng trên mặt nước dùng cho ngư lôi 21 in (530 mm). Một đường ray và hai máy phóng được dùng để thả mìn sâu, thoạt tiên mang theo 20 quả mìn, nhưng được tăng lên 35 quả không lâu sau khi chiến tranh bắt đầu.
Defender được đặt hàng vào ngày 2 tháng 2 năm 1931 tại xưởng tàu của hãng Vickers Armstrongs ở Barrow trong Kế hoạch Chế tạo 1930. Nó được đặt lườn vào ngày 22 tháng 6 năm 1931, hạ thủy vào ngày 7 tháng 4 năm 1932, và hoàn tất vào ngày 31 tháng 10 năm 1932 với chi phí tổng cộng 223.979 Bảng Anh, không kể đến những thiết bị do Bộ Hải quân Anh cung cấp như vũ khí, đạn dược và thiết bị vô tuyến.

## Lịch sử hoạt động
Defender thoạt tiên được phân về Chi hạm đội Khu trục 1 tại Địa Trung Hải và từng được bố trí một thời gian ngắn đến vùng vịnh Ba Tư và Hồng Hải vào tháng 9-tháng 11 năm 1933. Con tàu được tái trang bị tại Devonport từ ngày 3 tháng 9 đến ngày 23 tháng 10 năm 1934 để phục vụ tại Trạm Trung Quốc cùng Chi hạm đội Khu trục 8 (sau đổi tên thành Chi hạm đội 21), và đi đến Hồng Kông vào tháng 1 năm 1935. Nó được phối thuộc về Hạm đội Địa Trung Hải tại Hồng Hải từ tháng 11 năm 1935 đến tháng 6 năm 1936 trong vụ Khủng hoảng Abyssinia, và đã viếng thăm các cảng tại Đông Phi trước khi quay trở về Trạm Trung Quốc. Ống nồi hơi của con tàu được sửa chữa tại Singapore từ ngày 5 tháng 11 năm 1938 đến ngày 26 tháng 1 năm 1939, và lò đốt siêu nhiệt của nó được sửa chữa tại Hồng Kông từ ngày 31 tháng 1 đến ngày 14 tháng 3 năm 1938.
Khi Chiến tranh Thế giới thứ hai nổ ra vào tháng 9 năm 1939, Defender được phân về Hạm đội Địa Trung Hải, và đi đến Alexandria vào ngày 19 tháng 9. Nó được phân nhiệm vụ tuần tra cho đến khi được điều đến Gibralta vào tháng 1 năm 1940. Con tàu đã tuần tra tại vùng biển Bồ Đào Nha cho đến khi được chuyển đến Freetown vào giữa tháng 2 để hộ tống các đoàn tàu vận tải qua lại ngoài khơi bờ biển Tây Phi. Defender được điều trở lại Gibralta vào tháng 4, hộ tống cho tàu tuần dương hạng nhẹ Neptune trên đường đi, và đến nơi vào ngày 23 tháng 4 năm 1940. Trong tháng tiếp theo, nó gia nhập Chi hạm đội Khu trục 10 thuộc Hạm đội Địa Trung Hải. Cùng với tàu chị em Decoy, nó đã hộ tống cho Đoàn tàu vận tải US-2 chuyển binh lính Australia và New Zealand đến Trung Đông ngang qua Hồng Hải từ ngày 12 đến ngày 17 tháng 5.
Vào ngày 27 tháng 6 năm 1940, cùng với các tàu khu trục Dainty và Ilex, Defender tham gia vào việc đánh chìm tàu ngầm Ý Console Generale Liuzzi về phía Đông Nam Crete. Nó tham gia trận Calabria vào ngày 9 tháng 7 năm 1940 trong thành phần hộ tống cho các tàu chiến lớn thuộc Lực lượng C, và đã đối đầu không thành công với các tàu khu trục Ý, không chịu hư hại nào. Nó đã cùng với các tàu chị em Dainty và Diamond, tàu khu trục Australia HMAS Stuart cùng các tàu tuần dương hạng nhẹ Capetown và Liverpool hộ tống cho Đoàn tàu vận tải AN.2 từ Ai Cập đi đến nhiều cảng trong biển Aagean vào cuối tháng 7.
Đến ngày 6 tháng 11, Defender đã cùng với các tàu khu trục Decoy, Hasty, Havock, Hereward, Hero, Hyperion, Ilex, Janus, Jervis, Mohawk và Nubian bảo vệ cho các tàu chiến chủ lực của Hạm đội Địa Trung Hải khi chúng hỗ trợ từ xa cho các đoàn tàu vận tải MW3 từ Ai Cập đến Malta và ME3 khởi hành từ Malta như một phần của Chiến dịch MB8. Trong Chiến dịch Collar vào cuối tháng 11, Defender cùng với tàu tuần dương phòng không Coventry và bốn tàu khu trục khác đã khởi hành từ Alexandria để gặp gỡ một đoàn tàu vận tải khởi hành từ Gibraltar. Sau khi đến Malta vào ngày 26 tháng 11, các tàu khu trục gia nhập cùng thiết giáp hạm Ramillies với các tàu tuần dương hạng nhẹ Berwick và Newcastle thuộc Lực lượng D, rồi lên đường để gặp gỡ Lực lượng H cũng khởi hành từ Gibraltar. Ngày hôm sau, khi các lực lượng Anh kết hợp, chúng bị phía Ý phát hiện, dẫn đến Trận chiến mũi Spartivento bất phân thắng bại.
Vào ngày 7 tháng 1 năm 1941, Defender cùng với các tàu chị em Diamond và tàu tuần dương phòng không Calcutta đã hộ tống cho Đoàn tàu vận tải MW.5 từ Alexandria đến Malta trong Chiến dịch Excess. Con tàu được tái trang bị tại Malta từ ngày 4 tháng 2 đến ngày 19 tháng 3, rồi tham gia Trận chiến mũi Matapan vào ngày 27–29 tháng 3. Trong Chiến dịch Demon, cuộc triệt thoái lực lượng Đồng Minh khỏi Hy Lạp, nó đã hộ tống cho Đoàn tàu vận tải GA15 vào ngày 29–30 tháng 4 từ vịnh Souda, Crete đến Alexandria. Một tàu khu trục Ý và hai xuồng phóng lôi đã tấn công đoàn tàu vận tải trong đêm khi chúng vượt qua eo biển Kaso về phía Đông Crete, nhưng được lực lượng hộ tống bảo vệ mà không chịu thiệt hại nào. Trong tháng tiếp theo, Defender đã giúp vào việc triệt thoái binh lính từ Crete đến Ai Cập trong Chiến dịch Merkur sau khi Đức xâm chiếm đảo này vào ngày 22 tháng 5.
Vào ngày 10 tháng 6, Defender cùng ba tàu khu trục khác thuộc Chi hạm đội Khu trục 10 đã đi đến ngoài khơi bờ biển Li-băng tăng cường cho lực lượng hải quân Hoàng gia Anh nhằm hỗ trợ cho Chiến dịch Exporter, cuộc chiếm đóng Syria và Li-băng đang dưới quyền kiểm soát của phe Vichy Pháp, nhưng con tàu đã không tham gia tác chiến vào giai đoạn ngoài khơi Li-băng và Syria. Cuối tháng đó, nó bắt đầu hộ tống cho các đoàn tàu vận tải đi và đến Tobruk, Libya, và vào ngày 29 tháng 6, khi chiếc tàu khu trục Australia HMAS Waterhen bị hư hại nặng do bị máy bay ném bom bổ nhào Junkers Ju 87 "Stuka" của Ý tấn công ngoài khơi Tobruk, Defender đã kéo Waterhen, nhưng đến ngày hôm sau chiếc tàu chiến Australia bị lật úp và chìm.
Ngày 11 tháng 7 năm 1941, Defender cùng tàu khu trục Australia HMAS Vendetta quay trở về từ Tobruk. Chúng bị tấn công bởi một máy bay ném bom Junkers Ju 88 duy nhất thuộc Liên đội I./Không đoàn 1 do Gerhard Stamp điều khiển đang trong một phi vụ trinh sát dọc bờ biển trước bình minh. Chiếc máy bay ném bom ghi được một quả ném suýt trúng gần Defender, phát nổ bên dưới con tàu, ngay trước phòng động cơ. Sức ép làm vỡ lườn tàu và nước bắt đầu tràn vào phòng động cơ, cho dù không có thương vong trong số thủy thủ đoàn và hành khách trên tàu. Vendetta kéo Defender, chỉ để lại một nhóm thủy thủ tối thiểu trên con tàu bị hư hại, nhưng nó bắt đầu bị vỡ ra, và Vendetta buộc phải đánh đắm nó bằng một quả ngư lôi và hải pháo ngoài khơi Sidi Barrani khoảng năm giờ sau đó.